# Rio Vakhsh
O rio Vakhsh, também chamado Surkhob (no centro-norte do Tajiquistão, e que significa em persa "rio vermelho") ou Kyzyl-Suu (no Quirguistão, e na língua quirguiz significa também "rio vermelho"), é um dos principais rios do Tajiquistão e do Quirguistão. É afluente do Amu Dária.
Nasce na montanhosa região do Pamir, no vale de Alay, Quirguistão. Passa por terreno muito montanhoso, e tem por vezes um canal muito estreito rodeado por desfiladeiros profundos. Alguns dos maiores glaciares do Tajiquistão, incluindo o glaciar Fedchenko e o glaciar Abramov (o primeiro dos quais é o mais extenso glaciar do mundo situado fora das regiões polares), drenam para o Vakhsh. Entre os seus maiores afluentes encontram-se o Muksu e o Obihingou; o rio Vakhsh propriamente dito começa na confluência dos rios Obihingou e Surkhob.
Depois de sair da região do Pamir, o Vakhsh passa por planícies férteis do sudoeste do Tajiquistão. O rio conflui com o rio Panj para formar o Amu Dária, na fronteira Afeganistão-Tajiquistão. A Reserva Natural Tigrovaya Balka, que foi o último habitat do já extinto tigre-do-cáspio na antiga União Soviética, localiza-se na confluência do rio Vakhsh com o rio Panj.
O potencial hidroelétrico do rio Vakhsh foi explorado pela União Soviética e pelo Tajiquistão. Tem presentemente cinco barragens, incluindo a mais alta do mundo, a barragem de Nurek. As cinco produzem 90% da eletricidade do país. Pensa-se construir mais quatro barragens, incluindo a barragem de Rogun, que será a mais alta do mundo uma vez terminada. O Tajiquistão é de facto o maior produtor mundial de energia hidroelétrica per capita do mundo.